# Blaine Ridge-Davis
Blaine Ridge-Davis (7 mei 1999) is een Britse baanwielrenster en BMXster. 
Ridge-Davis won in 2017 het Europees kampioenschap BMX bij de junior dames. Tijdens de Europese kampioenschappen baanwielrennen in 2020 behaalde ze met de Britse ploeg een tweede plaats op de teamsprint.

## Palmares

### Baanwielrennen
| Jaar        | BK          | EK          | WK          | Overige     |             |
| Als belofte | Als belofte | Als belofte | Als belofte | Als belofte | Als belofte |
| ----------- | ----------- | ----------- | ----------- | ----------- | ----------- |
| 2019        |             | teamsprint  |             |             |             |
| Als elite   |             |             |             |             |             |
| 2018        | teamsprint  |             |             |             |             |
| 2019        | teamsprint  |             |             |             |             |
| 2020        | teamsprint  | teamsprint  |             |             |             |

### BMX
2017
 Europees kampioenschap Junior dames